# Living on the Frontline
Living on the Frontline es una canción del músico guyanés Eddy Grant. Fue lanzado originalmente como un sencillo en 1978 y es la segunda canción de su tercer álbum Walking on Sunshine.

## Versiones
- El grupo argentino Los Pericos publicó su versión en 1992.[1]